# Polyrhachis cingula
Polyrhachis cingula é uma espécie de formiga do gênero Polyrhachis, pertencente à subfamília Formicinae.